# Thao Bắc
Thao Bắc (chữ Hán giản thể: 洮北区) là một quận thuộc địa cấp thị Bạch Thành, tỉnh Cát Lâm, Cộng hòa Nhân dân Trung Hoa. Quận này có diện tích 1893 ki-lô-mét vuông, dân số 480.000 người. Mã số bưu chính là 137000. Về mặt hành chính, quận này được chia thành 9 nhai đạo, 5 trấn, 10 hương.
- Nhai đạo: Hải Minh, Trường Khánh, Thụy Quang, Minh Nhân, Thiết Đông, Tân Lập, Hạnh Phúc, Tân Hoa, Bình Đài.
- Trấn: Lĩnh Hạ, Bình An, Thanh Sơn, Lâm Hải, Thao Hà.
- Hương: Hầu Gia, Bảo Bình, Đại Lĩnh, Đông Phong, Tam Hợp, Lĩnh Hạ, Thao Đông, Kim Tường, Vĩnh Thắng, Đức Thuận.